# Allen Vannérus
Karl Jonas Alfred (Allen) Vannérus (født 20. marts 1862 i Ekshärad, Värmlands län, død 28. november 1946 i Stockholm) var en svensk filosof.
Vannérus blev 1890 dr. phil. i Uppsala, virkede 1901—02 som docent i Göteborg og fra 1906 i Kommercekollegiet. Han har særligt bestræbt sig for at bringe organisk Sammenhæng i filosofiens og videnskabernes forskellige forgreninger ud fra en totalopfattelse, der kunne betegnes som psykofysisk realisme. Han vil føre virkeligheden tilbage til psykofysiske substanselementer, som under deres virksomhed bliver bærere af en verdensproces, i hvilken en materiel og en åndelig side åbenbarer sig. Den åndelige fase er i bestandig udvikling og indeholder tilværelsens værdier. Systemet slutter derfor med en evolutionistisk værdiidealisme. Vannérus' tankegang er opstået under samarbejdelse af Herbert Spencers udviklingslære og Wilhelm Wundts psykofysik, men røber også indflydelse fra svensk idealisme og systematik. Dog fører den hverken til teistiske eller monistiske konsekvenser, men fastholder en pluralistisk og ateistisk grundbetragtning, fornemmelig nedlagt i Vetenskapssystematik (1907) og Värdeidealism (1914). Vannérus opgav 1924 sin stilling som amanuensis ved Kommercekollegiet, idet han fik statspension for filosofisk forfatterskab. Til sit system har han senere føjet læren om "ett förvärdsligt fält", en urgrund, til hvilken verden må tilbageføres, idet han forudser en verdens undergang på grund af materiens tilbøjelighed til at sprede sig og opløse sig. Blandt senere skrifter må nævnes Etiska tankegångar (1922), Det yttersta (1924), Materiens värld (1925), Ursprungens filosofi (samme år) og Principlära (1926).